# 圣玛格丽特德洛日
圣玛格丽特德洛日（法語：Sainte-Marguerite-des-Loges，法語發音：[sɛ̃t maʁɡəʁit de lɔʒ] ⓘ）是法国卡尔瓦多斯省的一个旧市镇，属于利雪区。2016年，圣玛格丽特德洛日与临近的21个市镇合并为新市镇利瓦罗派多日。

## 地理
圣玛格丽特德洛日（49°1'7"N, 0°12'18"E）面积10.85 平方千米，位于法国诺曼底大区卡爾瓦多斯省，该省份为法国西北部沿海省份，北濒大西洋英吉利海峡，东北与滨海塞纳省以海上边界相接，东临厄尔省，南至奧恩省，西与芒什省接壤。
与圣玛格丽特德洛日接壤的市镇（或旧市镇、城区）包括：贝卢、谢夫勒维尔-托南库尔、利瓦罗、勒梅尼勒迪朗、勒梅尼勒日耳曼、库尔松圣母村、圣旺勒乌。

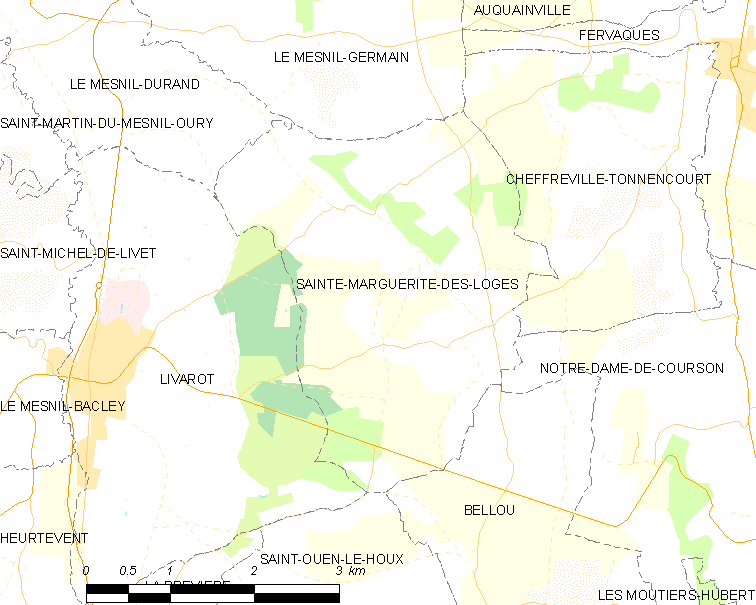
圣玛格丽特德洛日的OSM定位图

圣玛格丽特德洛日的时区为UTC+01:00、UTC+02:00（夏令时）。

## 行政
圣玛格丽特德洛日的邮政编码为14140，INSEE市镇编码为14615。

## 政治
圣玛格丽特德洛日所属的省级选区为利瓦罗派多日县。

## 人口

1962-2008年间圣玛格丽特德洛日人口变化图示

圣玛格丽特德洛日于2018年1月1日时的人口数量为181人。